# Joseph S. Cony
Pour les articles homonymes, voir Cony.
Joseph Saville Cony (1834 - 10 février 1867) est un officier de la marine américaine (United States Navy) qui a servi pendant la guerre civile américaine. 

## Biographie
Cony est né en 1834 à Eastport, dans le État du Maine. Il est nommé enseigne de vaisseau par intérim le 3 novembre 1862. D'abord attaché au USS Western World, il commande plusieurs expéditions réussies de petites embarcations le long de la côte de la Caroline.
Le 22 août 1863, alors qu'il était commandant en second (executive officer) du USS Shokokon, il a commandé une expédition en bateau de six hommes qui a surpris un campement ennemi beaucoup plus important à New Topsail Inlet, près de Wilmington, en Caroline du Nord. Cette petite force a capturé dix hommes, un obusier de 12 livres, dix-huit chevaux, et a détruit la goélette Alexander Cooper, qui servait au blocus, ainsi que d'importantes salines. Pour cet exploit, Joseph S. Cony a été promu capitaine suppléant (Acting Master) le 7 septembre 1863.
En avril 1864, alors qu'il est attaché à l'USS Britannia, il reçoit les remerciements du Major Général John J. Peck pour sa coopération avec l'expédition de débarquement à Bogue Inlet. Pendant sa croisière sur ce navire, il participe à la première attaque de Fort Fisher. Au moment de la seconde attaque, il était attaché à l'USS Fort Jackson et était l'un des volontaires de l'équipe d'assaut de la marine qui a aidé à transporter le fort.
Cony a été libéré honorablement le 7 novembre 1865. En 1866, Cony a été nommé lieutenant dans la marine régulière. À cette époque, il était capitaine du navire marchand City of Bath, en mer. Avant de pouvoir accepter cette nomination, il a sombré avec son navire au large du Cap Hatteras le 10 février 1867.

## Hommage
Le destroyer de classe Fletcher USS Cony (DD-508) a été nommé en son honneur.

## Sources
- (en)  Cet article contient du texte publié par le Dictionary of American Naval Fighting Ships dont le contenu se trouve dans le domaine public. La référence peut être lue ici.